# Johann von Wowern

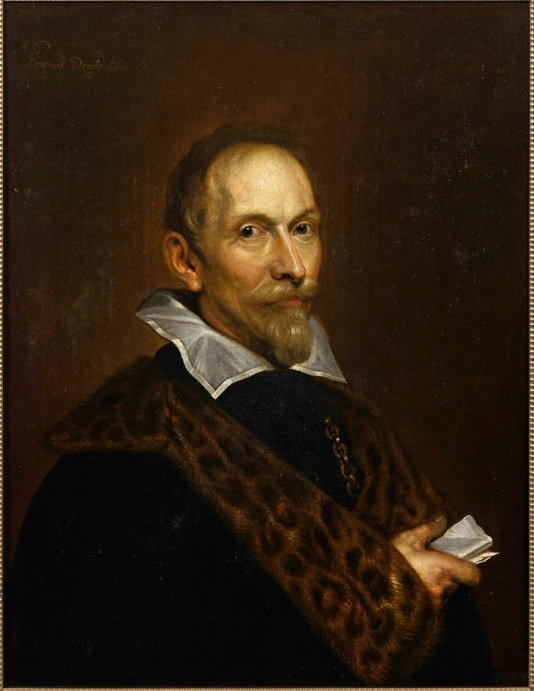
Johann von Wowern, Porträt von Frans Denys

Johann von Wowern (auch Johan van (den) Wouwer(n), Johannes Wowerius, Joannes Wouweren, Wouwer von Wowerius; * 10. März 1574 in Hamburg; † 30. März 1612 auf Schloss Gottorf) war ein deutscher Politiker, Klassischer Philologe und Jurist.

## Leben und Wirken
Johann von Wowern war ein Sohn von Nicolaus van Wouwern († vor Juni 1594) und dessen Ehefrau Sophia, geborene von Winthem († 1615), deren Vater Sebastian von Winthem (1500–1563) ein Hamburger Ratsherr war. Die Vorfahren väterlicherseits stammten aus dem Adel von Brabant, mütterlicherseits aus dem Patriziat von Hamburg. Der Familienname wurde nicht einheitlich geschrieben und wahrscheinlich auch nicht ausgesprochen. So existieren auch latinisierte Schreibweisen und deutsche und niederländische Lautungen. Während des 17. Jahrhunderts setzte sich die Schreibweise mit „ow“ durch.
Von Wowerns Vater lebte ursprünglich in Antwerpen. Er konvertierte zum Lutherthum, woraufhin ihn seine Familie enterbte. Daraufhin ging er 1568 nach Hamburg, wo Johann von Wowern die Gelehrtenschule des Johanneums besuchte. Von 1592 bis 1597 studierte er an der Universität Leiden. Er beschäftigte sich insbesondere mit Philologie und hörte zunächst bei Janus Dousa und danach bei dem jüngeren Scaliger. Während des Studiums lernte er Heinsius, Gruter und Meursius kennen. Im Frühjahr und Sommer 1597 forschte er gemeinsam mit seinem Schul- und Studienfreund Heinrich Lindenbrog in Paris. Dabei suchten sie derart intensiv nach alten Manuskripten, dass man ihnen vorwarf, Handschriften aus dem Kloster St. Viktor gestohlen zu haben. Lindenbrog verbrachte aufgrund dessen einige Zeit im Gefängnis. Von Wowern zog daraufhin, sicherlich nicht nur aus eigenem Willen, nach Lyon.
Bischof Rataeus lud von Wowern nach Montpellier ein, wo er ständig mit dem Philologen Isaac Casaubonus in Kontakt stand. Im Sommer 1559 ging er erneut nach Paris und zog nach einiger Zeit weiter nach Italien, wo er zweieinhalb Jahre verbrachte. Er bereiste ganz Italien, wohnte aber größtenteils in Florenz und Rom. Durch Kontakte zu Humanisten wie Gaspar Scioppius oder Kardinälen wie Cesare Baronio konnte er die Vatikanische Bibliothek besuchen. Aufgrund seines sehr guten Verhältnisses zur Kurie kamen Gerüchte auf, dass er zum katholischen Glauben konvertiert sei.
Im Sommer 1602 folgte von Wowern einer Einladung von Mitgliedern des Humanistenkreises am Hof Kaiser Rudolfs II. in Prag. Während der Reise besuchte er Lyon. Nach eigenen Angaben lehnte er hier einen Ruf als kaiserlicher Rat ab. Stattdessen ging er zurück nach Norddeutschland. Von 1603 bis 1607 hatte er Wohnsitze in Hamburg und auf dem Wandsbeker Schloss. Während dieser Zeit unternahm er zumeist humanistische Studien.
Von Wowern hatte sich bereits während der Studienzeit mit dem Satyricon beschäftigt. In Hamburg und Wandsbek schuf er mehrere Ausgaben spätantiker Autoren, die während des 17. Jahrhunderts mitunter in mehrfachen Ausgaben erschienen. Hinzu kam das Traktat „De Polymathia“, bei dem es sich um eine Wissenschaftslehre handelte. Das Werk verhalf ihm zu allgemeiner Anerkennung. Gleichzeitig musste er sich des offensichtlich nicht zutreffenden Vorwurfs erwehren, dass er dabei ein Plagiat eines ungedruckten Werkes von Casaubonus geschaffen habe.
Von Wowern bemühte sich erfolglos um eine Stelle bei Christian IV. 1607 wurde er Rat von Enno III. Im selben Jahr brachte er dessen Söhne aufgrund eines möglichen Krieges an den Gottorfer Hof, wo er rasch zu einem Vertrauten des Herzogs Johann Adolf wurde. Anschließend ging er für einige Zeit an den Emdener Hof und verhandelte 1608 den Friedensvertrag von Den Haag mit. Anschließend erhielt er in Gottorf eine Stelle als Geheimer Kammerrat. Somit verantwortete er alle geheimen und Finanzangelegenheiten.
Von Wowern entwickelte sich schon kurz nach der Amtsübernahme zu einem allmächtigen Minister. Obwohl eigentlich nur einheimische Adlige als Amtleute tätig werden durften, übernahm von Wowern 1610 die Inspektion des Amtes Apenrade und im Jahr darauf auch die des Amtes Gottorf. Er unterstützte den Aufbau einer zeitgemäßen Zentralverwaltung, bemühte sich um eine Reform der Staatsfinanzen und verpflichtete Deichbauer aus Holland. Die Reformen erhöhten die Steuerbelastung und vergrößerten die Macht des Fürsten, was ihn zu einer verhassten Person machte. Dazu trug insbesondere bei, dass er sich in kirchliche Angelegenheiten einmischte. Er selbst galt als religiös indifferent, unterstützte aber calvinistische Strömungen am Hofe. Im Vergleich zum Luthertum galt der Calvinismus als modernere Glaubensrichtung, die für Leute von Welt angemessener war.
Von Wowern trug mehrere Konflikte mit der Kirche aus. So änderte sich unter seiner Leitung der Eitzensche Predigereid, der der Dogmatik der Gottorfer Landeskirche zugrunde lag. Superintendent Jacob Fabricius der Ältere musste 1610 sein Amt an den Calvinisten Philipp Caesar abgeben. Gleichzeitig trat ein neues Kirchenregiment in Kraft, das von Wowern selbst zu einem von zwei weltlichen Präsidenten der Landeskirche machte. Hinzu kam, dass er aufgrund persönlicher Rachegelüste den Pastor Nicolaus Heldvader verfolgen ließ.
Mitte März 1612 verfasste von Wowern sein Testament. Darin hielt er unter anderem fest, dass der Herzog seine Bücher erhalten sollte. Somit vergrößerte er die Bibliothek des Hofes, die er selbst leitete, deutlich. Wower war seit etwa 1603 von einer chronischen Krankheit geplagt, an der er schließlich unverheiratet „cum applausu totius ducatus“ verstarb. Er wurde im Schleswiger Dom beigesetzt. Sein Grab war bis zum Umbau des Domes Mitte des 19. Jahrhunderts zu sehen. Unter seinen Erben sind vermutlich Kinder zu finden, die er unehelich mit einer Kellinghusen gezeugt hatte.

## Historische Einordnung
Von Wowern zeigte sich als Humanist, der sich in dieser Form erst in den folgenden Generationen in Deutschland verbreitete. So hatte er Erfahrungen in weltlichen Dingen und zeigte sich religiös als indifferenter Gelehrter. Der Titel seiner „Polymathia“ wurde ein geläufiger Begriff im Wissenschaftsbetrieb des Spätbarocks. Von Wowern versuchte darin, zwischen der spekulativen Philosophie, die die Geheimnisse der Welt behandelte, und der empirischen Philologie, die auf das sprachliche Detail beschränkt arbeitete, zu vermitteln. Wie Francis Bacon sprach er sich darin für eine auf Erfahrung basierende Wissenschaft aus.
Von Wowerns Zeitgenossen beurteilten sein Schaffen äußerst unterschiedlich. Befreundete europäische Humanisten sahen ihn als gelehrte, sprach- und weltgewandte Person. Seine Feinde hielten ihn für eitel und hoben seinen Ehrgeiz hervor. Die meisten Gegner hatte er am Hof in Gottorf. Die Feindschaften entstanden aufgrund seiner absolutistischen Reformen. Die Herzogin und Lutheranerin Augusta teilte Jacob Fabricius dem Jüngeren noch mehrere Jahre nach von Wowerns Tod mit, dass dieser „ein weldwiser mann, averst ein falsch mann“ gewesen sein. „he hedde vehl böses angerichtet, schollde he lenger gelevt hebben“, so die Herzogin weiter. Trotzdem war sie von ihm auch fasziniert: „Ick hebbe ehn reden gehöret von 12 bet 5, und düchte mi, dat idt man eine stunde was gewesen.“

## Werke (Auswahl)
- Petronii Satyricum, Leiden 1595.
- Apollinarii Sidonii opera, Paris 1598.
- De Polymathia tractatio: integri operis de studiis veterum, Hamburg 1603.
- Firmii Materni de errore profanarum religionum, Hamburg 1603.
- Emendationes in Tertulliani opera, Frankfurt 1603.
- Syntagma de graeca et latina Bibliorum interpretatione, Hamburg 1618.
- Epistolarum centuriae duae, Hamburg 1618.